# Colpitts-oscillator
Een Colpitts-oscillator, vernoemd naar zijn uitvinder Edwin Colpitts, is een elektronische oscillator-schakeling. De afgestemde LC-kring wordt hierbij gevormd door twee condensatoren en een spoel.

## Colpitts-oscillator met gemeenschappelijke emitter

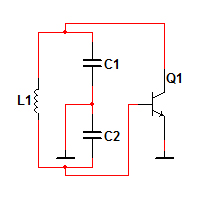
Colpitts-oscillator met gemeenschappelijke emitter

Hiernaast is een eenvoudig schema gegeven van een Colpitts-oscillator met gemeenschappelijke emitter. De collector belast een parallel afgestemde LC-kring die uit twee condensatoren (C1 en C2) en een spoel (L1) bestaat. Hierbij wordt een deel van het radiofrequente signaal opgevangen over condensator C2 en in de basis van de transistor (Q1) geïnjecteerd. Dit zal resulteren in het trillen van de LC-kring. 
De ideale oscillatiefrequentie kan berekend worden met de formule:
{\displaystyle f_{0}={1 \over 2\pi {\sqrt {L\cdot \left({C_{1}\cdot C_{2} \over C_{1}+C_{2}}\right)}}}}
Wel moet rekening worden gehouden met de parasitaire elementen, die hier capacitief zijn. Ook spelen de inwendige capaciteiten van de transistor een rol. Hierdoor zal de oscillator bij een iets lagere frequentie oscilleren.

## Colpitts-oscillator met gemeenschappelijke basis

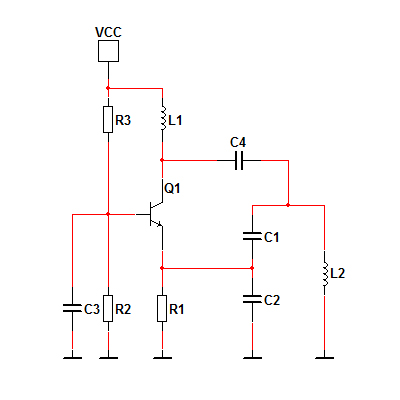
Colpitts-oscillator met gemeenschappelijke basis

Het verschil met de Colpitts-oscillator met gemeenschappelijke emitter is dat de basis voor het radiofrequente signaal via condensator C3 aan de massa ligt. Het voordeel dat hierdoor bereikt wordt is dat de inwendige capaciteit van de collector naar de basis van de transistor teniet wordt gedaan. Het uiteindelijke radiofrequente signaal dat nodig is om te oscilleren, veroorzaakt variaties van de polarisatie van de transistor met een variatie van de collectorstroom tot gevolg. Door condensator C3 zal deze oscillator op een hogere frequentie werken dan die met de gemeenschappelijke emitter.

## Toepassing
De Colpitts-oscillator was de eerste soort oscillator die door radioamateurs als variabele hoogfrequent oscillator werd gebruikt en leidde tot varianten. Een Colpitts-oscillator is eenvoudig te herkennen aan de capacitieve spanningsdeler.